# Enallagma praevarum
Enallagma praevarum es  un caballito del diablo de la familia de los caballitos de alas angostas (Coenagrionidae). E. praevarum se encuentra principalmente en áreas altas y secas. Algunos estudios han demostrado que en sus poblaciones existe una mayor proporción de hembras que de machos.

## Nombre común
- Español: caballito del diablo.

## Clasificación y descripción de la especie
El género Enallagma incluye al menos 47 especies de distribución Holártica. En Norteamérica es el segundo género más rico en especies, sólo después de Argia. E. praevarum fue originalmente descrita con ejemplares de México. Esta especie tiene una coloración azul con marcas negras. La cabeza es azul con una banda negra dorsal, esta marca presenta variación desde tener dos manchas postoculares azules completamente separadas hasta tener las dos manchas unidas por una línea posterior. El  tórax tiene líneas negras completas dorsomedial y humeral. Las marcas negras del abdomen son como sigue: segmentos 2-5 con manchas dorsoapicales, en los segmentos 4-5 esta marca puede estar seguida de una línea dorsal cubriendo el 0.75 del segmento; el segmento 6 con una línea que cubre el 0.75 dorsal; segmento 7 casi completamente negro dorsalmente; segmento 10 negro dorsalmente.

## Distribución de la especie
Oeste de E.U.A.: desde Dakota del Norte hasta Texas en el sur, y al oeste hasta California, México, Guatemala y Belice.

## Ambiente terrestre
Pozas, charcos y en recodos lentos de arroyos.

## Estado de conservación
No se considera dentro de ninguna categoría de riesgo.